# 环荚黄耆
环荚黄耆（学名：Astragalus contortuplicatus）为豆科黄芪属的植物。分布于中欧、中亚、巴基斯坦以及中国大陆的新疆等地，生长于海拔550米的地区，一般生于农田中，目前尚未由人工引种栽培。